# 네이키드 피어
《네이키드 피어》(Naked Fear)는 2007년 돔 에버하트 감독이 만든 스릴러 영화이다.

## 출연

### 주연
- 다니엘 드 루카
- J.D. 가필드

### 조연
- 아론 쉬버
- 케빈 위긴즈
- 로날드 두나스
- 로빈 리드
- 에번 애드리언
- 신시아 스트라우스
- 클락 산체즈
- 조 맨테그나
- J. 나단 시몬스
- 존 마코
- 사라 로이벌

## 기타
- 미술: 수잔 마게스트로
- 세트: 수잔 마게스트로